# Восточный флот Великобритании
Восточный флот (англ. Eastern Fleet) — флот в составе Королевского ВМФ Великобритании, существовавший с 1941 по 1971 годы.

## Предыстория
Ещё в 1904 году первый морской лорд сэр Джон Фишер распорядился, чтобы в случае войны три основные командования на Дальнем Востоке — Ост-Индская станция, Китайская станция и Австралийская станция — объединились в единый Восточный флот, командование которого находилось бы в Сингапуре, а главнокомандующим Восточного флота стал бы командующий Китайской станцией.
Во время Первой мировой войны директива в действие приведена не была, эскадры действовали независимо, а словосочетание «Восточный флот» использовалось лишь как обобщающий термин.
Сразу после начала Второй мировой войны Индийский океан оставался «Британским озером». Адмиралтейство использовало Китайскую станцию как резерв боевых кораблей и в качестве места, куда можно было бы отправить устаревшие корабли. В начале войны основную угрозу интересам Великобритании в азиатско-тихоокеанском регионе представляли германские вспомогательные крейсера и рейдеры.
Вступление Италии в войну 10 июня 1940 года создало угрозу путям сообщения, шедшим из Персидского залива через Красное море в Средиземное море. Королевские ВМС Италии в этом регионе базировались на Массауа (Итальянская Восточная Африка) и Тяньцзинь (Китайская республика, с 1937 года — под контролем Японии и марионеточного правительства Северного Китая). В 1940 году при попытках перехватов британских конвоев итальянская флотилия Красного моря потеряла четыре подводные лодки (из восьми) и один эсминец (из семи). В ходе Восточно-Африканской кампании африканские порты были заняты войсками Союзников, и остатки итальянской флотилии Красного моря постарались прорваться в Европу, на подконтрольный вишистской Франции Мадагаскар, или в любой нейтральный порт. Четыре итальянские подводные лодки сумели добраться до Бордо (Франция), два из трёх вооружённых торговых судов доплыли до Кобе (Япония), шесть эсминцев атаковали Суэц и Порт-Судан, после чего были затоплены своими командами. В ходе операций против итальянских сил британский флот потерял два эсминца и шлюп.
Помимо противодействия итальянцам, британский флот в Индийском океане также поддерживал британские войска в ходе иракской и иранской операций.

## Боевые действия в 1941-43 гг
Британский Восточный флот был образован 8 декабря 1941 года, после вступления в войну Японии. После потопления «Принс оф Уэлса» и «Рипалса» 10 декабря и гибели адмирала Филлипса командование флотом принял сэр Джеффри Лэйтон. В связи с тем, что после гибели двух капитальных кораблей в Малайе и Гонконге остались лишь лёгкие силы, флот перебазировался в порты острова Ява, а после падения Сингапура — в Тринкомали на Британском Цейлоне. В марте 1942 года командование флотом принял Джеймс Сомервилл.
Осмотрев базу в Тринкомали, Сомервилл пришёл к выводу, что она не соответствует потребностям флота и уязвима для японской атаки, информация о подготовке которой поступила от разведки. Поэтому была создана секретная база для флота на атолле Адду в южной части Мальдивских островов, куда и перебазировался флот. После занятия японцами Андаманских островов база флота была переведена в гавань Килинди возле Момбасы (Кения).
Действия японцев вызвали в Лондоне серьёзную тревогу за судьбы уязвимых конвоев, следовавших в Египет вокруг мыса Доброй Надежды. Чтобы улучшить прикрытие этих конвоев, было решено захватить ключевые пункты на принадлежавшем Вишистской Франции острове Мадагаскар. В мае 1942 года в ходе Мадагаскарской операции судам Восточного флота пришлось сражаться с французским флотом, поддержанным японскими подводными лодками.
Во второй половине 1942 года и в 1943 году основные усилия японского флота были сосредоточены в Тихом океане, а Союзники вели битву за Средиземное море, поэтому в Индийском океане значительных событий не происходило.

## Боевые действия в 1944-45 годах
Вопрос о переходе британского флота в наступление встал в начале 1944 года в связи с изменением общей военной ситуации. В соответствии с договорённостью между британским и американским командованиями, силы Восточного флота использовались для отвлечения японских сил от противодействия американскому наступлению в юго-западной части Тихого океана.
В апреле 1944 года авиация с авианосцев Илластриес и Саратога нанесла удары по Сабангу на острове Суматра, а 17 мая та же группировка атаковала Сурабаю на острове Ява. 21 июня ударное соединение флота (авианосец Илластриес, линейный корабль Ришельё, линейный крейсер Ринаун, три лёгких крейсера, 8 эсминцев и 2 подводные лодки) атаковало Порт-Блэр на Андаманских островах.
Прибытие подкреплений из Европы позволило англичанам наращивать силу и интенсивность ударов. 25 июля 1944 года в ходе операции «Crimson» был вновь атакован Сабанг. Соединение включало 3 авианосца (Илластриес, Викториес и Индомитебл), 3 линейных корабля (Куин Элизабет, Вэлиент, Ришельё), линейный крейсер Ринаун, 7 крейсеров, 10 эсминцев и 2 подводные лодки. Атака включала как бомбово-штурмовой удар авиации, так и обстрел корабельной артиллерией.
В августе 1944 года Джеймса Сомервилла на посту командующего Восточным флотом сменил Брюс Фрэзер, но в ноябре он возглавил свежесозданный Британский Тихоокеанский флот, в который вошла часть кораблей бывшего Восточного флота. Оставшиеся корабли Восточного флота образовали Ост-Индский флот, который возглавил сэр Артур Пауэр. Флот продолжал наносить авианосные удары по нефтепромыслам в Индонезии, поддерживал освобождение Союзниками Бирмы.
24 августа самолёты с авианосцев Викториес и Индомтебл атаковали Паданг на Суматре (операция «Banquet»), 17 сентября — город Медан (операция «Light»). Через месяц (17 и 19 октября), с целью отвлечения японского флота от атаки американцами Филиппин, британское соединение нанесло удар по Никобарским островам (операция Millet).
В ноябре 1944 года было принято решение о разделении Восточного флота на два крупных соединения. Британский Тихоокеанский флот получал все крупные авианосцы корабли и должен был перебазироваться в Австралию. Оставшиеся корабли Восточного флота объединялись в флот Ост-Индии и продолжали базироваться на Цейлон. При этом в конце 1944 года оба флота выполняли совместные операции. На этот раз целями британских воздушных атак стали японские месторождения нефти на Суматре: 20 декабря 1944 года и 4 января 1945 года самолёты с авианосцев атаковали Пангкалан (операции «Robson» и «Lentil»).

## Послевоенное время
После Второй мировой войны флот вернулся в Сингапур, и (став в 1952 году Дальневосточным флотом) впоследствии принимал участие в войне в Малайе и в индонезийско-малайской конфронтации 1960-х. 31 октября 1971 года, в последний день действия англо-малайского соглашения о совместной обороне, британский Дальневосточный флот официально прекратил своё существование.

## Боевой состав Восточного флота в годы войны

### Авианосцы
Катастрофа английского флота в Сингапуре заставила направить в Индийский океан почти все имеющиеся авианосцы. В январе 1942 года Восточный флот пополнился авианосцем Индомитебл в марте прибыли Формидебл и Гермес, в мае — Илластриес. Гермес был потоплен японской палубной авиацией в апреле 1942 года. Снижение активности японского флота и большая потребность в авианосцах на Европейском театре привела к тому что уже к январю 1943 года Восточный флот остался вообще без авианосцев.
В начале 1944 года перелом в Европе уже состоялся, а кораблестроительная промышленность Великобритании продолжала наращивать обороты. Английские авианосцы вновь вернулись в Индийский океан и число их постоянно возрастало. Первыми в январе прибыли Юникорн и Илластриес. В апреле-мае в составе флота временно действовал американский авианосец Саратога. В июле 1944 года на Цейлон прибыли Викториес и Индомитебл, а в ноябре — Индефатигебл. После разделения флота все ударные авианосцы были переданы в сформированный Тихоокеанский флот и больше в состав флота Ост-Индии не возвращались.

### Линейные корабли
Первые крупные корабли в составе флота — линкор Принс оф Уэлс и линейный крейсер Рипалс уже через два дня были потоплены японской авиацией. Опасаясь продолжения атак в направлении Индийского океана, британское командование последовательно направило в состав Восточного флота значительные линейные силы: в начале года прибыл линейный корабль Роял Соверен, в феврале — Рэмиллис, в марте — Ривендж, Резолюшн и Уорспайт и Вэлиант. Таким образом в составе Восточного флота оказалось сразу 6 линкоров.
Так как с середины 1942 года обе стороны не проявляли активности в Индийском океане, линейные корабли были также постепенно выведены из состава Восточного флота: в июне 1942 года Рэмиллис был повреждён японской подводной лодкой у Мадагаскара и отправлен в длительный ремонт. В начале 1943 года на ремонт и модернизацию в США отправился Роял Соверен, а Вэлиант и Уорспайт возвращены в Средиземное море. Наконец в сентябре в резерв были выведены устаревшие Ривендж и Резолюшн
Изменение ситуации в Европе и предстоящая активизация действий в Индийском океане привела к очередному усилению флота. В начале 1944 года в составе флота вошёл линейный корабль Куин Элизабет, Вэлиант и линейный крейсер Ринаун, к середине года к ним присоединился французский линкор Ришельё (прибыл в апреле 1944 года). 8 августа 1944 года Вэлиант был серьёзно повреждён во время аварии в доке Тринкомали, после чего направлен в метрополию и до конца войны так и не вернулся в строй. В это же время на Цейлон прибыл новый британский линкор Хау. В октябре 1944 года в составе флота насчитывалось 5 линейных кораблей. В тот же месяц Ришельё отправился в освобождённый Тулон.
После разделения флотов в Тихоокеанский флот был передан Хау, флот Ост-Индии, как второстепенный, не получал новых линкоров и концу войны включал в свой состав линейный корабль Нельсон (прибыл в июле 1945 года на замену Куин Элизабет) и французский Ришельё (вновь прибыл в марте 1945 года на замену Ринауну).

## Командующие

### Командующие Восточным флотом
- 1941—1942 вице-адмирал сэр Джеффри Лэйтон[англ.]
- 1942—1944 вице-адмирал сэр Джеймс Сомервилл
- 1944 вице-адмирал сэр Брюс Фрэзер

### Командующие Ост-Индским флотом
- 1944—1945 — вице-адмирал сэр Артур Пауэр[англ.]
- 1945—1946 — вице-адмирал сэр Клемент Муди
- 1946—1948 — вице-адмирал сэр Артур Паллисер
- 1948—1950 — вице-адмирал сэр Чарлз Вудхауз
- 1950—1952 — вице-адмирал сэр Джеффри Оливер

### Командующие Дальневосточным флотом
- 1952—1953 — вице-адмирал сэр Гай Расселл
- 1953—1954 — вице-адмирал сэр Чарлз Ламбе
- 1954—1955 — вице-адмирал сэр Чарлз Норрис
- 1955—1957 — вице-адмирал сэр Алан Скотт-Монкрайефф
- 1957—1960 — вице-адмирал сэр Джералд Глэдстоун
- 1960—1962 — вице-адмирал сэр Дэвид Люс
- 1962—1965 — вице-адмирал сэр Десмонд Дрейер
- 1965—1967 — вице-адмирал сэр Фрэнк Твисс
- 1967—1969 — вице-адмирал сэр Уильям О’Брайен
- 1969—1971 — вице-адмирал сэр Дерек Эмпсон
- 1971 — контр-адмирал сэр Энтони Трауп